# Retraite à taux plein en France
En France, la retraite à taux plein est celle qui ne subit pas les décotes sanctionnant les salariés qui n'ont pas une durée de cotisation atteignant le nombre de trimestres requis sur l'ensemble de leur carrière.
Ces salariés ont deux moyens d'obtenir le taux plein:
- avoir la durée de cotisation y donnant droit, fixée par la loi;
- atteindre un âge y donnant droit, fixé par la loi aussi, qui est beaucoup plus élevé que l'âge légal donnant le droit de partir en retraite, mais avec des décotes.

Ce nombre de trimestres a plusieurs fois été relevé, passant pour les générations concernées dans l'immédiat de 120 trimestres (30 ans et demi) en 1971 à 150 trimestres (37,5 ans et demi) en 1993 puis à 172 (43 ans) en 2023, soit un relèvement de 13 ans en 52 ans et de six ans et demi en trente ans, plus des deux tiers du gain d'espérance de vie sur la période.
Ces relèvements ont longtemps été justifiés par la hausse rapide de l'espérance de vie aux XXème siècle, quand elle progressait de près de trois ans tous les dix ans, avant un fort ralentissement au siècle suivant puis une stagnation entre 2013 et 2023.
La retraite peut être touchée non seulement au "taux plein" mais un peu plus, grâce aux surcotes créées par la réforme Fillon de 2003, obtenues en cotisant une ou plusieurs années de plus que la durée de cotisation requise pour le taux plein.

## Taux de remplacement du salaire
Le taux plein est un taux de remplacement du salaire, fixé depuis 1971 à 50% de la rémunération (tous éléments inclus, y compris les primes), basé depuis 1993 sur celle des 10 meilleures années. A ces 50% peuvent s'ajouter des retraites complémentaires, plus fréquentes chez les cadres que dans les autres catégories.
Chez les fonctionnaires, le taux plein a longtemps été de 75 % de l'indice de rémunération détenu six mois avant la cessation d'activité. Mais les primes et autres accessoires qui représentent souvent entre 20 et 30 % de la rémunération  étaient exclues.

## Fondements de la durée de cotisation exigée
L'évolution de l'espérance de vie a toujours été le fondement théorique de la durée de cotisation exigée, même si les crises financières de 1993 et 2008 ont bousculé le calendrier et que les fluctuations des taux de natalité ont aussi pesé. Dans les années 1990, les spécialistes ont intégré "la perspective d’un choc", la cessation d’activité de générations nombreuses à partir de 2005, qui n'aura reflué vraiment qu'à partir de 2035. La loi Fillon de 2003 a énoncé dans ses principes fondamentaux "la proportionnalité de la durée de cotisation" à "l’espérance de vie" lors du départ en retraite. Son actualisation a été opérée "plus tôt qu' initialement envisagé", par Nicolas Sarkozy lors de la réunion du Congrès à Versailles le 22 juin 2009, en raison du "creusement considérable des déficits publics" lors de la récession de 2008-2009 causée par la crise des subprime, les déficits sociaux redoutés ne venant pas des dépenses mais de l’évolution des recettes. L'une des contraintes est alors le faible taux d’activité des seniors, 17 % en 2009 pour les 60-64 ans, malgré la réforme de 2003 et une amélioration considérable par rapport aux 10 % dix ans plus tôt.
Grâce à cette accélération imprévue du calendrier, la réforme des retraites en France en 2010 prévoit un allongement à un rythme très progressif de la durée de cotisation, portée à 41,5 ans en 2020, le gouvernement précisant que ce rythme est fixé "compte-tenu des estimations actuelles de l'Insee" et donc "pas gravé dans le marbre" et respectant scrupuleusement le "principe posé par la réforme Fillon de 2003" d'associer srictement "durée de cotisation" et "gains d’espérance de vie".
Le débat dans les médias souligne alors le fait que l'espérance de vie d'un un homme de 60 ans était en 2004 de 21,5 ans contre 13 à 14 ans au milieu du XXe siècle, avec des "progrès de la médecine" qui "font gagner un trimestre d'espérance de vie par an". Coté opposition, le leader socialiste Dominique Strauss-Kahn, qui deviendra l'hiver suivant le favori de la future présidentielle, dénonce un "dogme" le 20 mai 2010, en déclarant que "si on arrive à vivre 100 ans, on ne va pas continuer à avoir la retraite à 60 ans", au moment où l'"âge effectif de départ" est déjà de 61,6 ans et celui d'entrée dans la vie active "22 ans en moyenne". Sa future rivale Martine Aubry avait estimé le 17 janvier, qu'on "va aller très certainement, vers 61 ou 62 ans"avant de revenir à préconiser le maintien de l'âge légal de départ à 60 ans.

## Évolution de la durée de cotisation exigée
- La réforme 1971 des retraites a relevé la durée de cotisation requise pour obtenir une retraite à taux plein, de 30 à 37,5 ans (soit 150 trimestres). En contrepartie, elle relève le taux de remplacement à 60 ans. Il passe à 25% contre 20% jusqu'alors. Pour chaque année supplémentaire travaillée le bonus passe de 4 à 5%. La combinaison de ces deux mesures fait que le taux de remplacement à 65 ans, âge qui est toujours l'âge légal de départ, s'élève désormais à 50% ce qui rend la réforme populaire, ce taux n'ayant ensuite plus changé pour les salariés du privé.
- La réforme 1972 des retraites ne change pas la durée de cotisation mais la valeur des cotisations prises en compte: la pension n'est plus calculée sur les dix dernières années de carrière mais les dix meilleures.
- La réforme 1975 des retraites accorde des années de cotisation dès le premier enfant, plus d'une seule année par enfant mais de deux, et ouvre droit à pension de réversion à partir d'un seul trimestre de cotisation. La retraite à taux plein est accordée dès 60 ans à certains salariés en fonction de la pénibilité de leur métier.
- La réforme 1981 des retraites, pilotée par la ministre Nicole Questiaux, ne change pas la durée de cotisation mais lui donne de l'importance car elle abaisse l'âge légal de départ de 65 ans à 60 ans.
- La réforme 2010 des retraites
- La réforme Balladur de 1993 allonge la durée de cotisation de 37,5 à 40 ans mais très progressivement, sur dix ans, la durée requise de 40 ans n'étant applicable qu'à compter de 2004. La pension n'est plus calculée sur les 10 meilleures années mais les 25, soit plus bas qu'avant, mesure est encore plus étalée dans le temps, sur un horizon de quinze ans, jusqu'en 2010.
- réforme Fillon de 2003 applique aux fonctionnaires la même durée de cotisation (40 ans) qu'au secteur privé. Fillon négocie avec la CFDT que ceux qui ont commencé à travailler tôt et cotisé 43 ans et demi ont le droit de partir à 60 ans.
- La réforme des régimes spéciaux de 2008 relève leur durée de cotisation de 37,5 ans à 40 ans à un horizon de 4 ans (en 2012) et celle du secteur privé à 41 ans en 2012, à raison d'un trimestre par an, dans le sillage de la réforme de 2003.
- La réforme 2010 des retraites, contestée par un vaste mouvement social, a relevé les deux:
  - la durée de cotisation, de 160 trimestres en 2010 a été relevé à 166 trimestres soit 41,5 ans, mais à l'horizon en 2020[4], en estimant que le scénario de croissance de l'espérance de vie sur laquelle reposait la réforme de 2003 est toujours valide pour les projections à 2020.
  - l'âge donnant droit à la retraite à taux plein quel que soit le nombre de trimestres cotisés, qui était encore de 65 ans avant 2010 a été relevé à 67 ans, mais cette disposition ne devait s'appliquer qu'en 2017.

La réforme suivante, celle de 2013, a maintenu le relèvement à 67 ans de l'âge de  fin des décotes, malgré la promesse électorale du président François Hollande de revenir à l'âge de 65 ans d'avant 2010.
Cette réforme de 2013 a de nouveau relevé la durée de cotisation requise pour une retraite à taux plein, mais à un horizon très éloigné, de 22 ans, le plus éloigné de toutes l'histoire des réformes: la durée de 43 ans ne s'appliquera qu'en 2035, et sous réserve que la tendance à l'augmentation rapide de l'espérance de vie constatée jusqu'à la dernière décennie du XXème siècle se poursuive, ce qui n'a pas été le cas, avec un retour à une quasi-stagnation sur la seconde partie des années 2010 et le début des années 2020.

## Evolution de l'âge de fin des décotes
L'évolution de l'âge de fin des décotes pose la question d'un relèvement, depuis 2010 jusqu'à un âge de 67 ans où une partie importante des salariés n'a pas d'emploi, parfois pour des raisons de santé, parfois après un licenciement, subissant la double sanction d'une perte de salaire et de l'impossibilité de cotiser jusqu'à la durée requise pour une retraite à taux plein.

## Aménagements à la durée de cotisation
La réforme de 2013 a créé deux importants aménagements à la durée de cotisation:
- Le compte-pénibilité, qui permet d'acquérir, via un système de points, jusqu'à deux années de cotisation en plus, pour les métiers les plus exposés à la pénibilité. Il a été supprimé par Emmanuel Macron en 2017.
- La possibilité d'inclure dans les trimestres de cotisation des périodes travaillées sous forme de stage ou de contrat d'apprentissage, jusque là non-comptabilisées car la rémunération était inférieure à un certain seuil du SMIC.

### Généralité sur les retraites
- Espérance de vie en France
- Espérance de vie en bonne santé
- Retraite par répartition vs Retraite par capitalisation et Systèmes de retraite en Europe
- Maison de retraite

### Principaux paramètres des retraites en France
- Âge légal de départ à la retraite
- Décote (retraite en France)
- Surcote (retraite en France)
- Durée de cotisation pour une retraite à taux plein
- Age de droit au départ en retraite à taux plein

### Dispositifs des retraites en France
- Dispositif pour carrière longue
- Fonds de réserve pour les retraites
- Conseil d'orientation des retraites (COR)
- Assurance volontaire vieillesse

### Réformes des retraites en France
- Ordonnances d'octobre 1945 créant la Sécurité sociale
- Réforme Balladur de 1993
- Réforme Fillon de 2003
- Réforme Woerth-Fillon de 2010
- Réforme Touraine de 2013
- Projet de réforme Delevoye de 2019-2020
- Réforme Dussopt-Borne de 2023

### Mouvements sociaux de défense des retraites
- Mouvement de 1967
- Mouvement de 1995
- Mouvement de 2003
- Mouvement de 2010
- Mouvement de 2019-2020
- Mouvement de 2023.